# Hannes Brunner
Hannes Brunner (* 16. November 1956 in Luzern) ist ein Schweizer Künstler.

## Leben und Werk
Hannes Brunner studierte von 1977 bis 1982 Fotografie und Bildhauerei an der Kunsthochschule Kassel. Er lebte und arbeitete von 1983 bis 1994 in Zürich und New York. Von 1995 bis 1997 absolvierte er ein Architekturstudium an der ETH Zürich. Von 1997 bis 2003 war Brunner Professor für Bildhauerei und Projektkunst an der Muthesius Kunsthochschule Kiel, 2005/2006 hatte er Lehraufträge in Dubai und Abu Dhabi und von 2009 bis 2013 einen Lehrauftrag an der École cantonale d’Art du Valais, Sierre. Seit 2012 ist er Professor für Bildhauerei an der Kunsthochschule Berlin-Weissensee.
Vor dem Hintergrund eines vielfältigen medialen Repertoires (Fotografie, Zeichnung, Video, Performance) verfolgt Brunner einen gattungsüberschreitenden Skulpturbegriff, der sich mit Vorliebe abstrakten Gegenständen sowie komplexeren gesellschaftlichen Fragestellungen widmet. Im Mittelpunkt steht die Problematik der dreidimensionalen Gestaltgebung, wobei sich Brunner an einer Materialkultur des alltäglichen Gebrauchs orientiert. Zentraler Werkbestandteil ist die rhetorische Begleitung durch den Künstler, die sich in einer umfangreichen Publikations- und Vermittlungstätigkeit niederschlägt.

## Auszeichnungen
- 1993: Conrad-Ferdinand-Meyer-Preis
- 2002: Prix Meret Oppenheim
- 2012: Förderpreis des Kulturamtes des Kantons Thurgau

## Ausstellungen (Auswahl)
Einzelausstellungen
- 1996: Hannes Brunner: Bankett und Statisten / Table Talks. Kunstmuseum Thurgau,
- 2009: Hannes Brunner. A la recherche du temps gagné. CentrePasquArt, Biel
- 2011: Hannes Brunner. Driver’s Comment. Kunsthalle Arbon

Gruppenausstellungen
- 1997: Serie x Serie. Werke aus der Sammlung Peter und Elisabeth Bosshard. Museum zu Allerheiligen, Schaffhausen
- 2008: Der lange Atem – Schweizer Kunst 1978 bis 2008. Kunst(Zeug)Haus, Rapperswil-Jona
- 2011/2012: Kult Zürich Ausser Sihl – das andere Gesicht. Malzfabrik, Berlin / Helmhaus, Zürich

## Publikationen (Auswahl)
- Hannes Brunner. A la recherche du temps gagné. Hrsg. v. Dolores Denaro. Verlag für moderne Kunst Nürnberg / CentrePasquArt, Nürnberg 2009, ISBN 978-3-941185-23-4.
- Prix Meret Oppenheim 2001–2002. Interviews. Hrsg. v. Bundesamt für Kultur. Bern 2006, ISBN 3-9522701-3-4.
- Hannes Brunner. Stadtwände. Hrsg. v. Beatrix Ruf. Verlag Ricco Bilger, Zürich 1996, ISBN 3-908010-95-0.
- Hannes Brunner: Bankett und Statisten / Table Talks. Hrsg. v. Markus Landert, Kunstmuseum des Kanton Thurgau. Winterthur 1993, DNB 931257492.